# Santa Lucía (Panama)
Pour les articles homonymes, voir Santa Lucía.
Santa Lucía est un corregimiento situé dans le district de Remedios, province de Chiriquí, au Panama. En 2010, la localité comptait 492 habitants.